# Ákos (cantante)
Ákos Kovács, conosciuto semplicemente come Ákos (Budapest, 6 aprile 1968), è un cantante ungherese.

## Biografia
Originario di Budapest, si è laureato presso la Fazekas Mihály Gimnázium, per poi frequentare l'Università di economia della medesima città. È considerato uno degli interpreti principali sulla scena musicale ungherese, con ventisei numero uno nella classifica degli album nazionale e con oltre venti dischi di platino assegnati dalla Magyar Hangfelvétel-kiadók Szövetsége per un totale di oltre 100 000 CD distribuiti in suolo ungherese.
Nell'ambito del Fonogram Award, il principale riconoscimento musicale dell'industria ungherese, ha ottenuto undici statuette.

## Discografia

### Album in studio
- 1993 – Karcolatok 20
- 2000 – Hűség
- 2001 – A hét parancsszó
- 2002 – Vertigo
- 2002 – Új törvény
- 2003 – Andante
- 2004 – Az utolsó hangos dal
- 2007 – Még közelebb
- 2008 – Kaland a régi királlyal
- 2012 – A katona imája
- 2012 – 2084
- 2014 – Igazán
- 2015 – Még egyszer
- 2017 – Arany
- 2019 – Idősziget
- 2024 – Metropolis

### Album dal vivo
- 2009 – 40+
- 2011 – Arénakoncert 2011
- 2015 – Dupla aréna 2014
- 2016 – Veletek vagyunk/Dupla aréna 2015
- 2017 – Szintirock/Dupla aréna 2016
- 2019 – 50
- 2019 – Kezdhetünk újabb évadot - Dupla aréna 2018
- 2020 – Idősziget koncert
- 2022 – Több nem is kell
- 2023 – Áradás
- 2024 – Harminc év

### Colonne sonore
- 2022 – Magunk maradtunk

### EP
- 2018 – Hazatalál
- 2021 – Az utolsó békeév

### Singoli
- 2011 – Utazó
- 2011 – Előkelő idegen
- 2012 – Tipikus sztereó
- 2013 – Girl in the Café
- 2014 – Újrakezdhetnénk
- 2015 – Ébredj mellettem
- 2016 – Ugyanúgy
- 2017 – Szabadon
- 2018 – 50
- 2019 – Nem kell más vigasz
- 2020 – Aranyszárnyú angyal
- 2021 – Jerikó (Feró75)
- 2021 – Fel a szívekkel